# Skörd

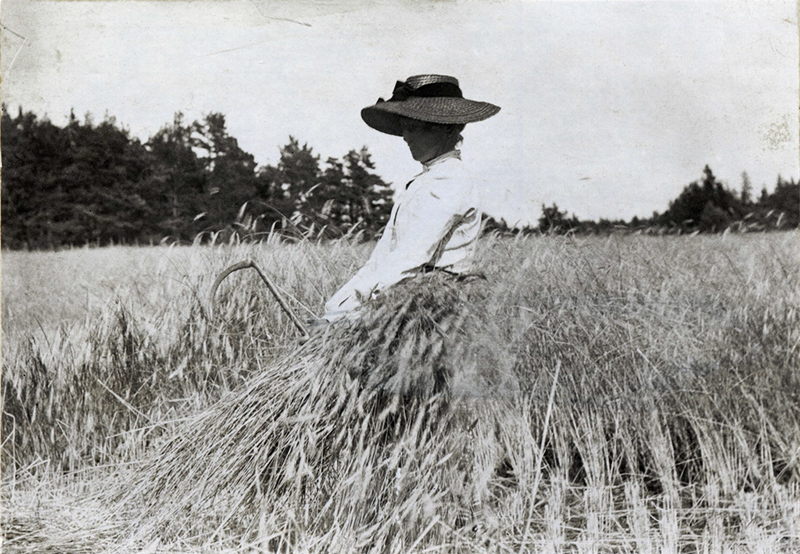
Rågskörd i Västerhejde socken, Gotland, ca 1900–1910. Nordiska museet NMA.0041371

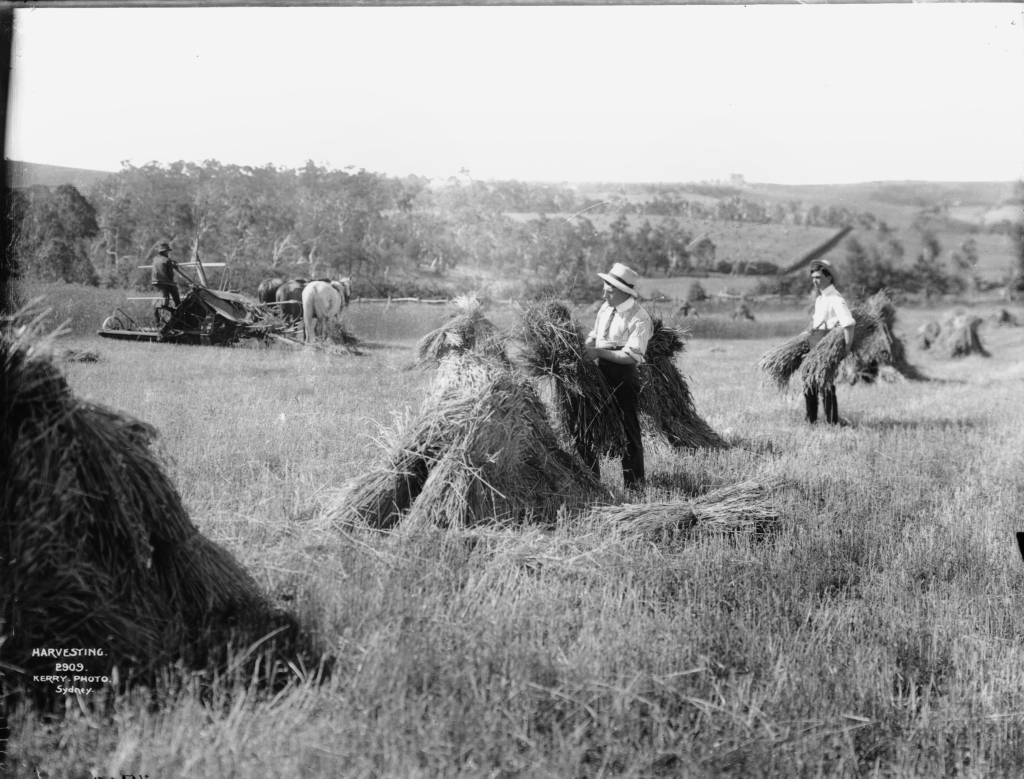
Spannmålsskörd i Australien, cirka 1900

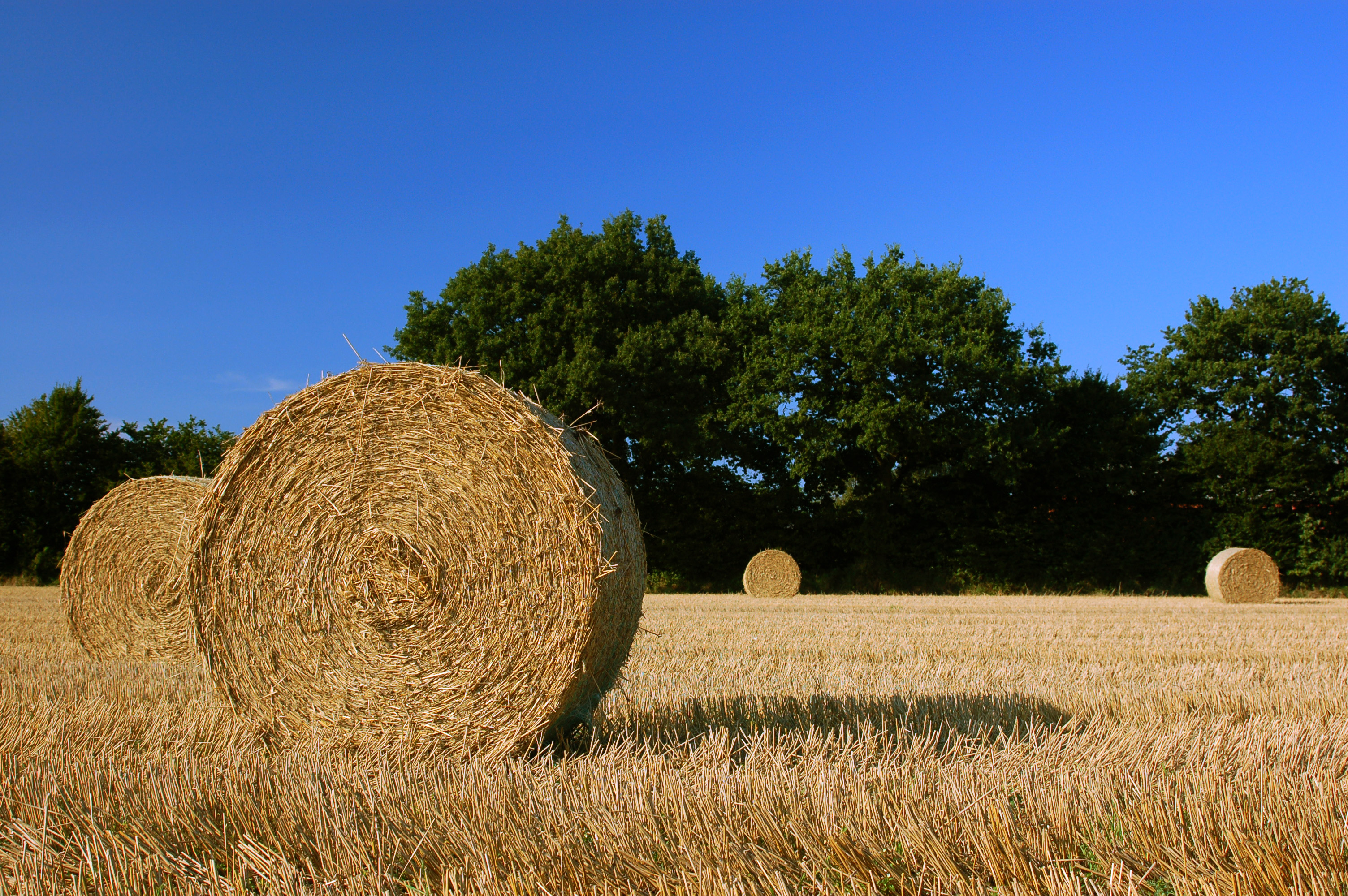
Halmrundbalar på ett fält efter skörden.

Skörd är insamling av växter eller växtdelar, antingen odlad på åkrar och ängar eller vild i skog och mark, för förädling eller konsumtion. Inom jordbruket skördar man en gång om året, vanligen på hösten, i Norden och andra länder med tempererat klimat. I tropikerna kan man skörda tre gånger om året. 
Ordet används ibland bildligt, till exempel idrottsutövare kan skörda framgångar på arenorna, eller politiker i val.

## Spannmålsskörd
Odlade, storfröiga former av gräs kallas säd eller spannmål, och med skörd menas ofta avverkningen av just spannmål.
Förr slogs säden med lie och bands till kärvar, manuellt eller med självbindare. Kärvarna ställdes mot varandra två och två i grupper om 8 par eller mer eller sattes upp på en stör benämnd snes eller krake. När säden torkat kördes den till en loge där den tröskades med slaga eller tröskverk.
Numera skördas säden med skördetröska, där både skörden och tröskningen (separationen) av sädeskornen görs direkt efter varandra. Sädeskornen tas om hand, medan halmen får ligga kvar på fältet för senare insamling eller nedplöjning. Vid spannmålsskörd återstår stubb, 5–10 cm höga avskurna strån.